# トマス・ブルフィンチ

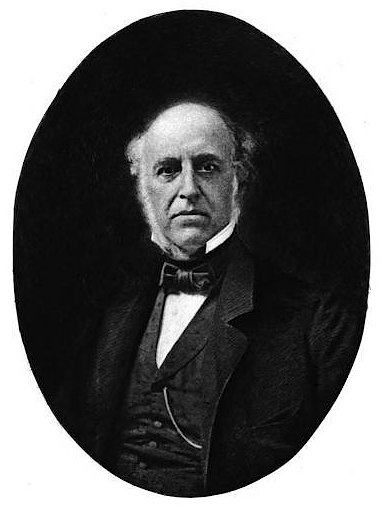
トマス・ブルフィンチ

トマス・ブルフィンチ（Thomas Bulfinch, 1796年7月15日 - 1867年5月27日）は、アメリカの作家。 "The Age of Fable" （伝説の時代、日本では『ギリシア・ローマ神話』の題名で知られる）をはじめとする、神話・伝承に関する研究・著作で知られる。父は合衆国国会議事堂の設計にも関わった建築家、チャールズ・ブルフィンチ。
代表作は、神話・民間伝承の解説書である "The Age of Fable", "The Age of Chivalry", "Legends of Charlemagne" の三冊。これら三冊はいずれも、アメリカ人を対象に、イギリス文学を読む人のために ("for the reader of English literature") 書かれたものである。古典文学には頻繁に各種の神話の知識を前提とする記述が現れるが、それらを理解するために必要な様々な物語が体系立てて、平易な文章でまとめられている。

## 略歴
- 1796年7月15日、アメリカ・マサチューセッツ州ニュートンに生まれる。
- ボストン・ラテン・スクール（アメリカ最古の学校）、フィリップス・エクセター・アカデミー、ハーバード大学といういわゆるエリートコースを歩む。1814年にハーバードを卒業。
- 1818年、国会議事堂設計に携わる父チャールズに伴い、一家でワシントンD.C.に移住。
- 1825年、ボストンに戻る。
- 1837年、ボストン・マーチャント・バンクに入行。生涯の残りを銀行員として勤め、この間に8つの著作を発表した。
- 1867年5月27日、71歳で死去。墓所はケンブリッジのマウント・オーバン・セメタリー (Mount Auburn Cemetery) 。

## 著作
1. Hebrew Lyrical History （1853年）
  - 旧約聖書の詩篇に関する研究。
2. The Age of Fable; or, The Beauties of Mythology （伝説の時代、1855年）
  - ギリシア・ローマ神話を中心に、ゾロアスター教、ヒンドゥー教、インド仏教、北欧神話といった世界各国の神話についての研究・解説書。
3. The Age of Chivalry; or, Legends of King Arthur and the Knights of the Round Table （1858年）
  - アーサー王と円卓の騎士の物語をはじめとして、騎士道に関する物語を扱ったもの。
4. The Boy Inventor; or, Memoir of Mathew Edwards （1860年）
  - ブルフィンチの保護下にあった貧しい青年マシュー・エドワーズの死を悼んで書かれたもの。
5. Legends of Charlemagne; or, Romance of the Middle Ages （1862年）
  - フランスのシャルルマーニュ伝説を扱ったもの。
6. Poetry of the Age of Fable （1863年）
  - 上記の各作品に引用された詩を一冊にまとめたもの。
7. Shakespeare Adapted for Reading Classes （1865年）
8. Oregon and Eldorado; or, Romance of the Rivers （1866年）

## 主な日本語訳
1. 『完訳 ギリシア・ローマ神話』（大久保博訳、角川書店〈角川文庫〉、2004年）
　上巻 ISBN 404-2243045、下巻 ISBN 404-2243053 - 電子書籍も刊
  - "The Age of Fable" の訳本。旧版訳題は「完訳 ギリシア・ローマ神話　伝説の時代」（全1巻、1970年）で刊行、多数重版。2004年に映画「トロイ」の公開を機に、上・下巻に増補改版。本項目も、訳者解説を主に参考にした。
2. 『ギリシア神話と英雄伝説』（佐渡谷重信訳、講談社学術文庫（上・下）、1995年）
　上巻 ISBN 406-1591665、下巻 ISBN 406-1591673
  - "The Age of Fable" の訳本
3. 『ギリシア・ローマ神話－付 インド・北欧神話』（野上弥生子訳、岩波書店〈岩波文庫〉、1978年）ISBN 400-3222512 - 電子書籍も刊
  - "The Age of Fable" の訳書。初刊題名は1913年に「傳説の時代　神々と英雄の物語」（尚文堂）。1922年に「傳説の時代　希臘羅馬神話」（春陽堂）に改題再刊。序文は夏目漱石（夏目金之助）
岩波文庫発足時の1927年に「希臘羅馬神話　傳説の時代」で刊行、のち「ギリシヤ・ローマ神話　伝説の時代」に改題。1953年に改訳（上・下）。1978年に再改訳し上記に改題（全1巻）。ワイド版や岩波少年文庫（上・下）も刊行。
4. 『新訳 アーサー王物語』（大久保博訳、角川文庫、1993年）ISBN 404-2243037 - 電子書籍も刊
  - "The Age of Chivalry" の抄訳版、アーサー王伝説関連のみ。
5. 『中世騎士物語　騎士道の時代』（大久保博訳、角川文庫、1974年）
  - "The Age of Chivalry" の完訳、上記の旧版。
6. 『中世騎士物語』（野上弥生子訳、岩波文庫、改版1980年）ISBN 400-3222520
  - "The Age of Chivalry" 、アーサー王伝説を中心とした中世の騎士物語集。初版は1942年刊行。ワイド版1991年。
7. 『騎士道時代』（バルフィンチ、中島孤島訳、旧冨山房百科文庫、1939年）
  - "The Age of Chivalry" で「アーサー王と円卓の騎士の物語」のみ、抄訳版。
8. 『シャルルマーニュ伝説　中世の騎士ロマンス』（市場泰男訳、講談社学術文庫、2007年）ISBN 406-1598066
  - "Legends of Charlemagne"の翻訳。旧版は（社会思想社［現代教養文庫］、1994年、文元社（ワイド版）、2004年）